# Sáliva (jezična porodica)
Salivan, porodica indijanskih jezika i plemena iz Venezuele nazivana i Sáliva-Piaroan. 
Porodica Salivan obuhvaća plemena i jezike Indijanaca Sáliva (Sáliba), po kojima je dobila ime; nadalje Maco (Makú, Mako; 511, 1985.), koji se ne smiju pobrkati s Maku Indijancima porodice Puinavean, i jezično samostalnih Makú Indijanaca, a nastanjuju kraj uz rijeke Guapuchi, Parú, Marueta i Yureba, pritoke Ventuarija; i plemena Piaroan: Ature (nestali), Piaroa i Quaqua. 

## Jezici
- Maco [wpc] (Venezuela)
- Piaroa [pid] (Venezuela)
- Sáliba ili Sáliva [slc] (Kolumbija)[1]

## Vanjske poveznice
- Ethnologue (14th)
- Ethnologue (15th)
- Sáliba  Arhivirana inačica izvorne stranice od 9. veljače 2007. (Wayback Machine)